# Хуттерер, Райнер
Леонард Райнер Георг Хуттерер (род. 6 мая 1948) — немецкий маммолог и палеобиолог. Учился биологии, химии, философии и педагогике в университетах Гамбурга и Вены. Основное направление исследований — мелкие млекопитающие.

## Биография
С 1972 по 1976 годы работал научным сотрудником Австрийской академии наук. В 1976 году защитил диссертацию «Описательные и сравнительные исследования поведения карликовой землеройки Sorex minutus L. и лесной землеройки Sorex araneus L.» в Институте зоологии Венского университета и получил степень доктора философии (PhD). Затем работал экспертом в отделе охраны видов Федерального ведомства по вопросам питания и лесного хозяйства (ныне Федеральное ведомство по охране природы) по вопросам регулирования торговли видами, включёнными в Вашингтонскую конвенцию по международной торговле видами дикой фауны и флоры, находящимися под угрозой исчезновения (CITES).
Затем он стал стипендиатом Зоологического исследовательского музея Александра Кёнига в Бонне; с 1977 по 2014 год работал там куратором и позже руководителем отдела позвоночных животных. Параллельно занимался институтской историей и архивным делом, участвовал в археозоологических проектах. С июля 2014 года является почётным хранителем коллекции.
Исследования Райнера Хуттерера сосредоточены на изучении биоразнообразия и филогеографии, палеобиологии, систематики и таксономии. Особое внимание уделяет систематике и биогеографии тропических мелких млекопитающих (особенно грызунам, землеройкам и летучим мышам Африки и Южной Америки), эволюции землероек и изменениям животного мира островов. За свою карьеру открыл и описал около 60 видов млекопитающих, две виды ящериц и 18 видов улиток.
Хуттерер был редактором журнала Myotis — International Journal of Bat Research и 17 лет издавал музейный журнал Bonner Zoologische Beiträge. В октябре-декабре 1988 года работал научным сотрудником в Филдовском музее естественной истории. С 1994 года сотрудничает с Американским музеем естественной истории.
Под руководством Хуттерера была проведена реконструкция, переустройство и расширение отдела млекопитающих Зоологического исследовательского музея Александра Кёнига. Помимо основной деятельности, занимался работой института историка и архивиста, сотрудничал с антропологами в рамках археозоологических проектов. В 2010 году присоединился к команде садовников музея, занимающейся благоустройством садового участка. Является членом Американского общества маммологов, где участвует в работе комитета по составлению списков видов, и Немецкого общества изучения млекопитающих.
Основные научные интересы Хуттерера включают изучение систематики и биогеографии тропических мелких млекопитающих, особенно грызунов, землероек и летучих мышей Африки и Южной Америки, эволюционные процессы среди землероек, изменения состава фауны на островах, включая Канарские острова. Его экспедиции проходили на Канарских островах, в Северной, Западной, Центральной и Восточной Африке, Омане, Иране, Южной Америке и на острове Паней. Среди изученных им вымерших видов выделяются такие животные, как вид землероек Crocidura balsamifera, муммифицированные останки которой были найдены в египетских гробницах, вид мыши Nesoryzomys fernandinae с Галапагосских островов и Malpaisomys insularis.
Помимо примерно ста научных статей, среди которых имеются описания новых видов грызунов, землероек и летучих мышей, Хуттерер написал раздел о насекомоядных животных в стандартном справочнике «Виды млекопитающих мира» (2005). В 2013 году принимал участие в описании родов и видов в издании Джонатана Кингдона «Млекопитающие Африки».

## Награды
Имя Хуттерера увековечено в названиях нескольких видов животных. Названа в честь учёного разновидность грызуна из Демократической Республики Конго, два вида улиток с Канарских островов и один вид клещей-паразитов. В 1996 году виду грызуна Lophuromys huttereri было присвоено название в честь Хуттерера. В 1991 году именем Хуттерера названа улитка Napaeus huttereri с Лансароте. В 1994 году назван ещё один вид улитки Canariella huttereri с Эль-Иерро. В 1983 году Уильям Б. Наттинг, Фриц Лукошус и Л.А.Д.М. Мертенс назвали видом паразита-клеща Demodex huttereri, паразитирующего на полевой мыши (Apodemus agrarius) именем Хуттерера. Нил Вудмен описал в 2023 году новый вид землероек Cryptotis huttereri из Колумбии. В 2012 году Хуттереру вручили медаль Александра Кёнига за заслуги перед наукой.

## Избранные труды
- The shrews of Nigeria (Mammalia: Soricidae), 1983 (mit David C. Happold)
- Symposium Herpetologia Canariensis, 1985 (mit Wolfgang Böhme)
- Vertebrates in the Tropics: Proceedings of the International Symposium on Vertebrate Biogeography and Systematics in the Tropics, 1990 (mit Gustav Peters)
- Bat Migrations in Europe: A Review of Banding Data and Literature, 2006 (in Zusammenarbeit mit dem Bundesamt für Naturschutz)
- New African Mammals, 2009 (mit Gustav Peters)